# 雷切尔·克兰顿
雷切尔·克兰顿（1962年—）是美国经济学家，是杜克大学的詹姆斯·杜克名誉教授。她是计量经济协会会士并于2010年接任了Blaise Pascal的主席。她被选为任美国经济协会执行委员会 （页面存档备份，存于）2015-2018年的成员。克兰顿的研究的重点是社会机制如何影响经济产出，并如何应用在例如经济发展、国际经济和产业组织等经济内的各种领域的。
更具体地说，克兰顿研究了社交网络且发展了社会网络如何影响经济行为的正规理论，买卖双方关系的影响，印度殖民地的机构,以及互惠交换。通过这个，她是新领域--网络经济的形成方面的一个重要贡献者。
在一个长期协作中，克兰顿和加利福尼亚伯克利大学的乔治·阿克洛夫被引荐为正规经济分析师的社会身份。阿克洛夫和克兰顿最近出版了一本书，标识经济学，它为他们的研究提供了一个全面的且可获得的讨论。在科学期刊的回顾之中，罗伯特·瑟登写道：“非专业性的读者会发现很多对--明确问题如何影响的实际经济情况富有见解且具有洞察力的分析。” 彭博新闻社将定义经济学列为2010年顶级的30本商业书籍之一。

## 生平
获得宾夕法尼亚大学经济和中东研究的本科生学位。然后，她收到来自普林斯顿大学伍德罗*威尔逊学校 在经济学和公共事务的M.P.A.（公共管理学位），后来她从加利福尼亚大学伯克利分校获得经济学博士学位。
克兰顿已经在马里兰大学和 杜克大学担任的职位，并接收了在拉塞尔·塞奇基金会和普林斯顿大学的高级研究院的研究基金。在2011-2012年，克兰顿担任了巴黎大学经济学院的一个客座教授。 她宣布从2018年7月开始将接任杜克大学社会科学院长的位置。

## 外链
- 克兰顿的个人页面 （页面存档备份，存于）